# Aleksandra Fédoriva
Aleksandra Andréievna Fédoriva (rus: Александра Андреевна Федорива; Moscou, Rússia, 13 de setembre de 1988) és una atleta russa, especialista en la prova de 200 m en la qual va arribar a ser medallera de bronze europea el 2010.

## Carrera esportiva
Al Campionat Europeu d'Atletisme de 2010 va guanyar la medalla de bronze en els 200 metres, corrent-los en un temps de 22,44 segons, arribant a meta després de la francesa Myriam Soumaré (or amb 22,32 s) i la ucraïnesa Ielizaveta Brízhina (plata també amb 22,44 segons).